# Phakhawat Sapphaso
Phakhawat Sapphaso (thailändisch ภควัฒน์ สัพโส; * 20. November 2005 in Si Racha), auch als Mickey bekannt, ist ein thailändischer Fußballspieler.

## Karriere
Phakhawat Sapphaso steht seit Sommer 2024 beim Erstligisten Port FC in der Hauptstadt Bangkok unter Vertrag. Sein Erstligadebüt gab Phakhawat Sapphaso am 13. April 2025 (23. Spieltag) im Auswärtsspiel gegen den Nakhon Pathom United FC. Bei dem 2:2-Unentschieden wurde er in der 70. Minute für Natthakit Phosri eingewechselt. In seiner ersten Spielzeit bestritt er zwei Erstligaspiele.